# Joan sense Terra
Joan d'Anglaterra o Joan Plantagenet (24 de desembre del 1166- 19 d'octubre del 1216) fou rei d'Anglaterra (1199-1216). Va succeir el seu germà Ricard Cor de Lleó al tron d'Anglaterra des del 6 d'abril de 1199 fins a la seva mort.
Joan era el cinquè fill del rei Enric II, i com a tal no s'esperava que arribés al tron i ni tan sols li corresponia cap herència significativa. Això li feu guanyar el sobrenom de Joan sense Terra (en francès Jean Sans Terre, en anglès John Lackland).
A més d'entrar a l'imaginari popular com l'adversari de Robin Hood, és reconegut per haver signat la Carta Magna, que limitava el poder reial enfront de la llei i és considerada un precedent de les constitucions modernes. Joan, però, no va fer efectius els compromisos contrets en signar-la.

## Príncep i rei autoproclamat
Joan era el cinquè fill mascle del rei Enric II d'Anglaterra i d'Elionor d'Aquitània. El seu pare li va donar (1172) els senyorius de Chinon, Loudon i Mirabeau. El 1189, el seu germà Ricard Cor de Lleó, aleshores rei d'Anglaterra, va marxar a la croada i va deixar la regència a la seva mare Elionor d'Aquitània. Abans de marxar, Ricard el va nomenar comte de Mortain, el va casar amb la rica Isabel de Gloucester, i li va donar terres a Lancaster i Cornualla, Derby, Devon, Dorset, Nottingham i Somerset, tot això amb l'objectiu de comprar la seva lleialtat mentre era a la croada. Joan va prometre a Ricard que durant tres anys (el temps que havia de durar la croada) estaria vivint als seus territoris francesos per tal de vigilar de més a prop en cas que hi hagués un alçament dels nobles francesos els quals podrien donar suport al duc Artur I, un nen de quatre anys que alguns tenien com a autèntic hereu del tron anglès.
Les promeses es van trencar quan a Anglaterra van sorgir desavinences entre el bisbe William Longchamp i el bisbe Hug de Puiset, els quals havien estat nomenats ministres i s'esperava que treballessin conjuntament. La regent va delegar, llavors, el govern a Joan, el qual es va erigir en el "pacificador" del regne. Longchamp no va acceptar el canvi i va haver de ser reduït per les armes, fins que a l'octubre de 1199 va quedar aïllat a la Torre de Londres. Joan va obtenir el control de la ciutat i va assegurar a la multitud que només mantindria el poder en absència de Ricard. Poc després, va arribar Walter de Coutances, arquebisbe de Rouen, el qual deia que l'havia enviat Ricard per restablir l'ordre. Walter es va guanyar l'estima dels anglesos. Això, juntament amb la notícia que Ricard s'havia casat, va fer que Joan sentís que perdia l'estatus que s'havia guanyat.
Joan va cercar aliança amb el rei Felip II de França que acabava d'arribar de la Tercera Croada i en veure que el temps passava i Ricard no tornava el va donar per mort i es va proclamar successor. A Anglaterra no tots hi estaven d'acord i es van aixecar revoltes: alguns pensaven que calia esperar més temps per si tornava Ricard. De fet, es va saber més tard que estava captiu del duc d'Àustria. Els senyors de l'Anjou, Maine i Turena van preferir el seu nebot i rival, Artur I, duc de Bretanya. Joan, per obtenir el suport del rei francès, li va oferir anul·lar el seu matrimoni i casar-se amb la germana de Felip, Adela, comtessa de Vexin i Felip va acceptar una treva.
La mare, Elionor d'Aquitània, va aplegar els diners per pagar el rescat de Ricard i aquest va tornar el 1194 i els partidaris de Joan es van rendir, mentre que ell va anar a Normandia on Ricard el va anar a buscar i el va perdonar però li va retirar les terres que li havia concedit, llevat d'uns territoris a Irlanda.
Durant la resta del regnat de Ricard, Joan va col·laborar amb ell en la defensa del territori. El 1195 va comandar un setge al castell d'Évreux i després va estar al càrrec de la defensa de Normandia contra el rei francès. L'any següent va capturar la ciutat de Gamaches i va fer una incursió en territori francès que va arribar fins a 80 km de París i va prendre presoner el bisbe de Beauvais. En agraïment, Ricard li va tornar la confiança i li va retornar les terres de Gloucestershire més el títol de comte de Mortain.

## La successió al tron d'Anglaterra
Quan el 1199 va morir Ricard sense fills, hi havia dos possibles candidats a la successió: Joan i el seu nebot Artur, que per ser el fill del germà gran, sembla que Ricard l'havia reconegut hereu abans de morir. La legislació no era clara al respecte: segons les lleis normandes li pertocava a Joan, i segons les lleis d'Anjou, Artur tenia preferència en la successió. La majoria de la noblesa anglesa va donar suport a Joan i es va coronar a Westminster, però els senyors de Bretanya, Maine i Anjou, amb el favor del rei francès, es van revoltar.
Tot seguit, Joan va passar a aquests territoris i seguidament a Poitou, però aviat els dos bàndols estaven exhausts i van acceptar la treva proposada pel papa, que va permetre una trobada el gener del 1200 per negociar els termes d'una possible pau. Per Joan era l'oportunitat per refermar el seu control sobre les possessions heretades al continent i establir en darrer terme una pau duradora amb el rei de França. Joan i Felip es van trobar el maig d'aquell any i van acordar el Tractat de Le Goulet, segons el qual el rei francès reconeixia Joan com el successor legítim de Ricard, i Joan, a canvi, es comprometia a abandonar les seves aliances amb Flandes i Boulogne, però pel que fa als territoris continentals hauria de reconèixer Felip com al seu senyor feudal superior. Amb aquesta política, alguns cronistes anglesos li van posar el sobrenom de "John Softsword" («espasa tova») i deien que el difunt Ricard mai hagués acceptat aquesta submissió.
A l'agost va segrestar a Isabel d'Angulema, promesa d'Hug X de Lusignan, amb la que es va casar. Hug IX de Lusignan, pare d'Hug X, va ser desposseït del comtat de la Marca.

## Guerra Anglofrancesa

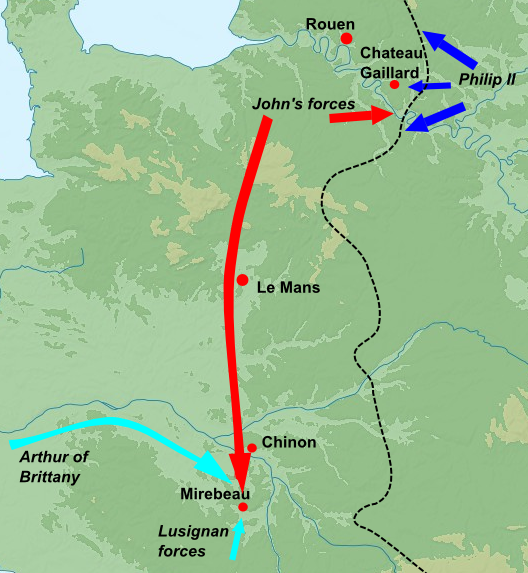
La campanya anglofrancesa que va culminar en la batalla de Mirabeau.

El 1202, a la mort del seu sogre, es va apoderar del comtat d'Angulema. Els barons no hi van estar d'acord i van incoar un plet contra ell davant el rei Felip II August de França, que va cridar Joan a comparèixer. Joan no hi va acudir, va ser declarat traïdor i els seus dominis francesos confiscats, essent investit Artur, incloent el ducat d'Aquitània, on Artur hi va penetrar, alhora que el rei Felip August envaïa Normandia. Elionor, la germana d'Artur, es va retirar a Mirabeau intentant barrar el pas a Artur, però els senyors del país van ocupar Mirabeau i Elionor va fugir a Donjon. Llavors, va arribar Joan amb un exèrcit i, agafant per sorpresa les forces d'Artur, el va derrotar totalment l'1 d'agost del 1202, fent presoner el duc bretó (que el 1203 va fer assassinar a Rouen). El vescomte Eimeric VII de Thouars es va posar al costat de Joan. Els barons aquitans van haver de sotmetre's. Però l'any següent, després de l'assassinat d'Artur, el vescomte de Thouars es va aliar una altra vegada amb Felip II August de França, igual com els Lusignan. La guerra va continuar i el 1203 Tours va canviar quatre vegades de mans. El 1204 va morir Elionor d'Aquitània, als 82 anys. En poques setmanes, Felip II va conquerir Normandia, Maine, Anjou i Turena, i va arribar fins a prop del Poitou, on tots els senyors menys el de Mauléon es van passar al bàndol del rei francès. Eimeric VII de Thouars li va entregar Loudun i el comte de Perigord va reconèixer el rei francès com a sobirà. El 10 d'agost del 1204 el rei de França va entrar a Poitiers i després es van rendir Niort, La Rochelle i Saint-Jean-d'Angély. Joan només va mantenir el control del comtat d'Angulema i de la senyoria de Cognac. El 1205 el rei de França va ocupar Loches i Chinon. Però els partidaris dels Plantagenet, amb el senyor Savary de Mauléon al capdavant, van passar al contraatac i van recuperar Niort. El vescomte de Thouars va canviar una altra vegada de bàndol i també el senyor de Parthenay.
El 1205 el papa i Joan van començar la disputa sobre l'elecció de l'arquebisbe de Canterbury.
El 1206 Joan va desembarcar a La Rochelle i va avançar pel Loira fins a Thouars, on va rebutjar l'exèrcit francès. Va seguir una treva, però el 1207 el rei de França va reprendre l'ofensiva i va ocupar Thouars, Parthenay i Fontenay. El sud del Poitou es va mantenir en poder de Joan i la situació va restar estabilitzada.
El 1208 el papa va rebutjar el candidat de Joan a l'arquebisbat de Canterbury i va nomenar Stephen Langton. Joan no el va acceptar i Anglaterra va ser col·locada en interdicte pel papa, això prohibia al clergat efectuar misses ni cap servei religiós que no fos batejar, escoltar confessions i donar absolucions als que estaven en perill de mort. El 1212 Joan va ser excomunicat i es va haver de reconèixer vassall del papa per alliberar-se de la sanció el maig del 1213.
El 1214 Joan va desembarcar novament a La Rochelle, ara aliat amb l'emperador alemany. Tots els senyors del Poitou se li van sotmetre, excepte els Lusignan. Loudun, Châtellerault i Poitiers encara estaven ocupades per forces franceses. Els Lusignan van ser derrotats i Joan va pujar cap a l'Anjou, però fou derrotat per Felip II August a la batalla de la-Roche-aux-Moines el 2 de juliol del 1214. Joan es va retirar cap al sud i Felip va tornar a entrar a Thouars. Mentrestant, Felip va derrotar els alemanys a la batalla de Bouvines (27 de juliol del 1214). Com a conseqüència, Joan va haver d'acceptar el Tractat de Chinon del 18 de setembre del 1214 amb el rei de França i als barons anglesos els va haver d'atorgar la Carta Magna.
Joan d'Anglaterra va contreure la disenteria a King's Lynn (Norfolk) i va morir de sobte el 1216. Va ser sepultat a la catedral de Worcester.

## LaCarta Magna

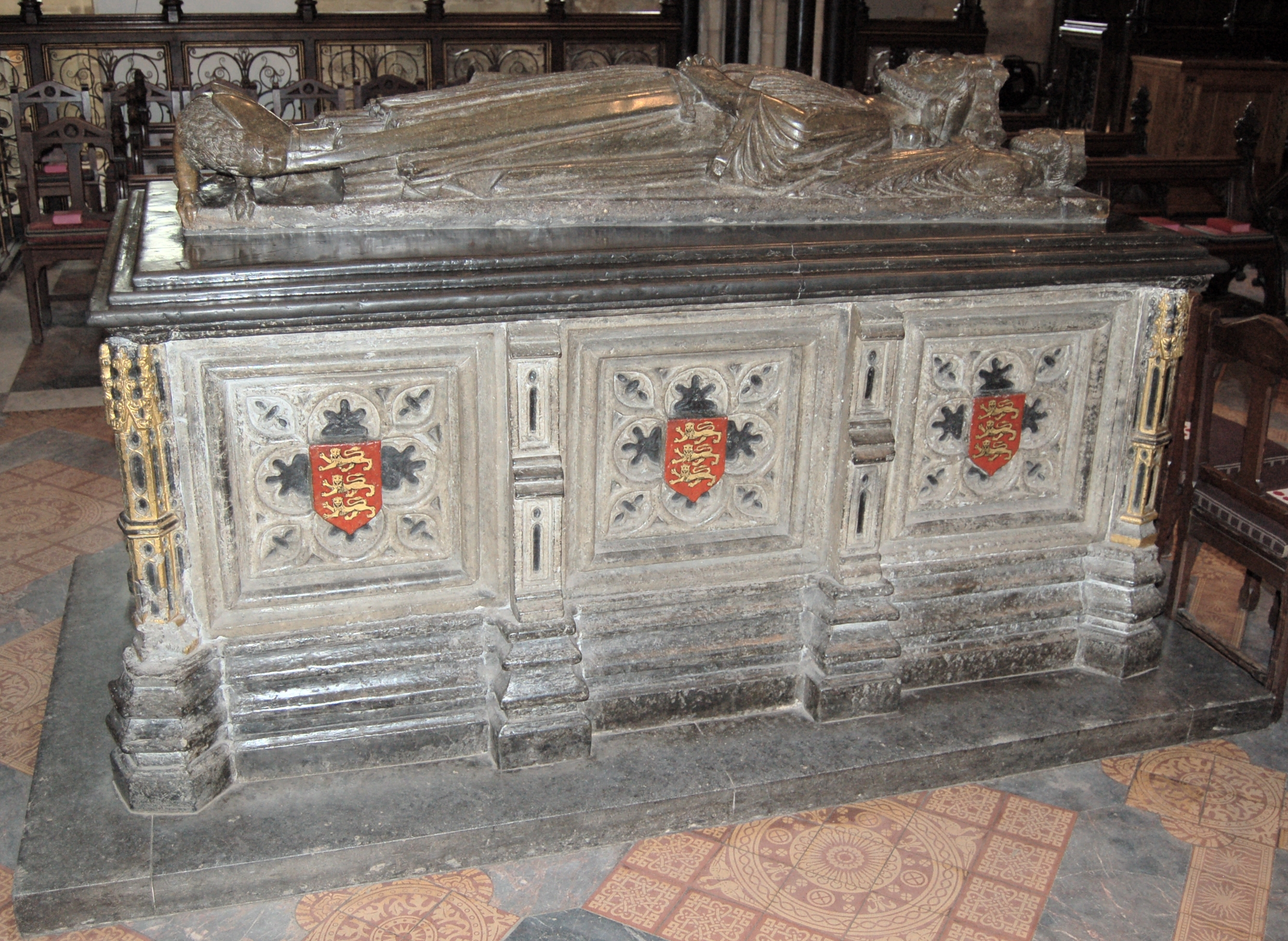
Sepulcre del rei Joan a la catedral de Worcester.

Tant Enric II, com Ricard Cor de Lleó i després Joan sense Terra, havien governat d'una manera despòtica i de vegades arbitrària, justificant la seva actitud amb l'argument que la seva majestat procedia de Déu i, per tant les seves decisions no necessitaven de cap vist i plau. Això xocava amb la manera de pensar de molts anglesos, que en el passat havien estat governats per reis que consultaven mitjançant consells la voluntat del seus súbdits, representats pels senyors de cada contrada, i respectaven les tradicions abans d'imposar lleis. Amb la Carta Magna del 1215 el rei quedava per sota de la llei i, en acceptar aquest document, Joan es comprometia a tornar a la manera de governar tradicional, més consultiva.
Com que el rei no va mantenir els compromisos que aquesta implicava, va esclatar la guerra civil a Anglaterra i els senyors van oferir la corona a Lluís, príncep de França, que podia reclamar el tron pel seu matrimoni amb Blanca, la neta d'Enric II. Durant el conflicte, va ser especialment destacada la defensa de Dover per part d'Hubert de Burgh contra els barons.

## El sistema financer

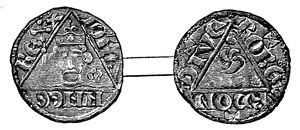
penic del regnat de Joan.

Joan va perfeccionar el sistema de recaptació i va idear noves formes de recollir els diners que necessitava per finançar les constants campanyes militars que va haver de lluitar, fins al punt que es va guanyar la fama d'avariciós i obsessionat pels diners. Una de les taxes que va crear va ser el cobrament pel traspàs de títols i herències. Va elevar la taxa per caçar als boscos i va pujar la multa per fer-ho sense pagar. També va crear una nova taxa sobre els béns que s'importaven o s'exportaven i es reservava el dret a expropiar les terres dels qui es neguessin a pagar aquest impost.
Fins aquell moment s'havia acceptat recaptar els impostos en espècie, és a dir que els camperols i alguns terratinents de vegades pagaven donant una part de la collita; però al començament del seu regnat es van produir una sèrie de males collites que va causar inflació en els preus dels cereals i del bestiar, i llavors es va començar a cobrar en plata. Malgrat la baixa producció no es van abaixar els impostos. La situació inflacionista es va perllongar durant tot el segle xiii i tindria conseqüències a llarg termini, principalment empobriment i malestar social.

## Escòcia, Irlanda i Gal·les

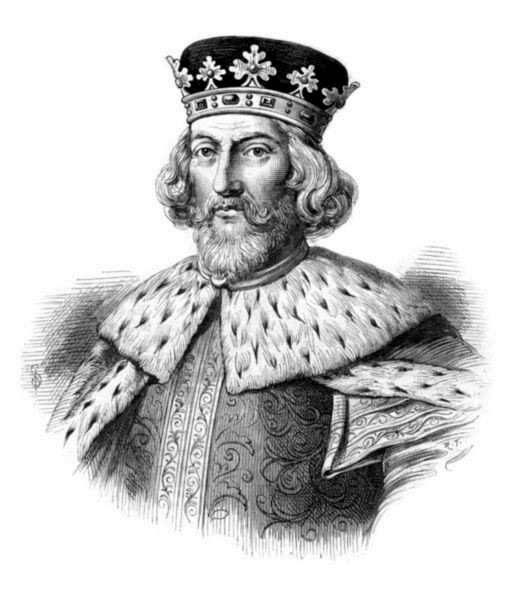
Joan d'Anglaterra

El rei Enric II havia obligat Guillem I d'Escòcia a jurar-li fidelitat i vassallatge, amb el Tractat de la Falaise el 1174. Aquest va ser rescindit el 1189 per Ricard Cor de Lleó, a canvi d'obtenir compensació financera. A començament del seu regnat Joan va confirmar la seva sobirania sobre Escòcia i va denegar la reclamació del rei escocès sobre el comtat de Northúmbria, però no hi va intervenir, ja que estava més preocupat per la situació al continent. Els dos reis van mantenir bona relació i es van trobar en dues ocasions, fins que va córrer el rumor que Guillem volia aliar-se amb el rei francès, llavors Joan va envair Escòcia i va forçar-lo a signar el Tractat de Norham, que donava a Joan control sobre les filles de Guillem i l'obligava a pagar una multa de 10.000 lliures. Això va afeblir econòmicament el rei escocès i Joan va haver de donar-li suport militar per mantenir a ratlla els enemics de Guillem.
A Irlanda es van produir enfrontaments entre els colons anglonormands i els caps nadius. El 1210 Joan es va presentar acompanyat d'un nombrós exèrcit per sufocar la rebel·lió dels anglonormands, va refermar el seu control sobre el territori fent que a partir de llavors quedessin inclosos dins els costums anglesos i per decidir sobre qualsevol disputa haurien de consultar la mateixa Carta Magna dels anglesos.
El poder reial es va acceptar a Gal·les de manera irregular, ja que el país estava dividit entre els senyors fronterers, els territoris reialistes de Pembrokeshire i els senyors gal·lesos del nord. Joan va arribar a conèixer el país amb profunditat el qual va visitar cada any en el període entre 1204 i 1211. Va casar una filla il·legítima anomenada Joana, amb el príncep gal·lès Llywelyn el Gran.
El rei va fer servir els senyors de la Marca de Gal·les i els prínceps nadius per augmentar el seu territori establint pactes que li asseguraven poder militar sota els governants gal·lesos. El 1211 va tenir lloc una important expedició que va posar a prova aquests pactes, quan Llywelyn va provar d'aprofitar la inestabilitat causada pel cessament de William de Braose. Quan Joan va penetrar en territori gal·lès per castigar els revoltats va obtenir el suport dels seus partidaris i Llywelyn es va veure forçat a acordar una pau que, per compensar-lo, li cedia molt de territori, tot i que només temporalment.

## Família

### Avantpassats
|  |                             |  |  |  |  |  |  |  |  |  |  |  |  |  |  |  |
|  | Folc IV d'Anjou             |  |  |  |  |  |  |  |  |  |  |  |  |  |  |  |
|  |                             |  |  |  |  |  |  |  |  |  |  |  |  |  |  |  |
|  |                             |  |  |  |  |  |  |  |  |  |  |  |  |  |  |  |
|  | Folc V d'Anjou              |  |  |  |  |  |  |  |  |  |  |  |  |  |  |  |
|  |                             |  |  |  |  |  |  |  |  |  |  |  |  |  |  |  |
|  |                             |  |  |  |  |  |  |  |  |  |  |  |  |  |  |  |
|  | Bertrada de Montfort        |  |  |  |  |  |  |  |  |  |  |  |  |  |  |  |
|  |                             |  |  |  |  |  |  |  |  |  |  |  |  |  |  |  |
|  |                             |  |  |  |  |  |  |  |  |  |  |  |  |  |  |  |
|  | Jofré V d'Anjou             |  |  |  |  |  |  |  |  |  |  |  |  |  |  |  |
|  |                             |  |  |  |  |  |  |  |  |  |  |  |  |  |  |  |
|  |                             |  |  |  |  |  |  |  |  |  |  |  |  |  |  |  |
|  | Elies I de Maine            |  |  |  |  |  |  |  |  |  |  |  |  |  |  |  |
|  |                             |  |  |  |  |  |  |  |  |  |  |  |  |  |  |  |
|  |                             |  |  |  |  |  |  |  |  |  |  |  |  |  |  |  |
|  | Ermengarda de Maine         |  |  |  |  |  |  |  |  |  |  |  |  |  |  |  |
|  |                             |  |  |  |  |  |  |  |  |  |  |  |  |  |  |  |
|  |                             |  |  |  |  |  |  |  |  |  |  |  |  |  |  |  |
|  | Enric II d'Anglaterra       |  |  |  |  |  |  |  |  |  |  |  |  |  |  |  |
|  |                             |  |  |  |  |  |  |  |  |  |  |  |  |  |  |  |
|  |                             |  |  |  |  |  |  |  |  |  |  |  |  |  |  |  |
|  | Guillem I d'Anglaterra      |  |  |  |  |  |  |  |  |  |  |  |  |  |  |  |
|  |                             |  |  |  |  |  |  |  |  |  |  |  |  |  |  |  |
|  |                             |  |  |  |  |  |  |  |  |  |  |  |  |  |  |  |
|  | Enric I d'Anglaterra        |  |  |  |  |  |  |  |  |  |  |  |  |  |  |  |
|  |                             |  |  |  |  |  |  |  |  |  |  |  |  |  |  |  |
|  |                             |  |  |  |  |  |  |  |  |  |  |  |  |  |  |  |
|  | Matilde de Flandes          |  |  |  |  |  |  |  |  |  |  |  |  |  |  |  |
|  |                             |  |  |  |  |  |  |  |  |  |  |  |  |  |  |  |
|  |                             |  |  |  |  |  |  |  |  |  |  |  |  |  |  |  |
|  | Matilde d'Anglaterra        |  |  |  |  |  |  |  |  |  |  |  |  |  |  |  |
|  |                             |  |  |  |  |  |  |  |  |  |  |  |  |  |  |  |
|  |                             |  |  |  |  |  |  |  |  |  |  |  |  |  |  |  |
|  | Malcolm III d'Escòcia       |  |  |  |  |  |  |  |  |  |  |  |  |  |  |  |
|  |                             |  |  |  |  |  |  |  |  |  |  |  |  |  |  |  |
|  |                             |  |  |  |  |  |  |  |  |  |  |  |  |  |  |  |
|  | Matilde d'Escòcia           |  |  |  |  |  |  |  |  |  |  |  |  |  |  |  |
|  |                             |  |  |  |  |  |  |  |  |  |  |  |  |  |  |  |
|  |                             |  |  |  |  |  |  |  |  |  |  |  |  |  |  |  |
|  | Margarida d'Escòcia         |  |  |  |  |  |  |  |  |  |  |  |  |  |  |  |
|  |                             |  |  |  |  |  |  |  |  |  |  |  |  |  |  |  |
|  |                             |  |  |  |  |  |  |  |  |  |  |  |  |  |  |  |
|  | Joan d'Anglaterra           |  |  |  |  |  |  |  |  |  |  |  |  |  |  |  |
|  |                             |  |  |  |  |  |  |  |  |  |  |  |  |  |  |  |
|  |                             |  |  |  |  |  |  |  |  |  |  |  |  |  |  |  |
|  | Guillem VIII d'Aquitània    |  |  |  |  |  |  |  |  |  |  |  |  |  |  |  |
|  |                             |  |  |  |  |  |  |  |  |  |  |  |  |  |  |  |
|  |                             |  |  |  |  |  |  |  |  |  |  |  |  |  |  |  |
|  | Guillem IX d'Aquitània      |  |  |  |  |  |  |  |  |  |  |  |  |  |  |  |
|  |                             |  |  |  |  |  |  |  |  |  |  |  |  |  |  |  |
|  |                             |  |  |  |  |  |  |  |  |  |  |  |  |  |  |  |
|  | Hildegarda de Borgonya      |  |  |  |  |  |  |  |  |  |  |  |  |  |  |  |
|  |                             |  |  |  |  |  |  |  |  |  |  |  |  |  |  |  |
|  |                             |  |  |  |  |  |  |  |  |  |  |  |  |  |  |  |
|  | Guillem X d'Aquitània       |  |  |  |  |  |  |  |  |  |  |  |  |  |  |  |
|  |                             |  |  |  |  |  |  |  |  |  |  |  |  |  |  |  |
|  |                             |  |  |  |  |  |  |  |  |  |  |  |  |  |  |  |
|  | Guillem IV de Tolosa        |  |  |  |  |  |  |  |  |  |  |  |  |  |  |  |
|  |                             |  |  |  |  |  |  |  |  |  |  |  |  |  |  |  |
|  |                             |  |  |  |  |  |  |  |  |  |  |  |  |  |  |  |
|  | Felipa de Tolosa            |  |  |  |  |  |  |  |  |  |  |  |  |  |  |  |
|  |                             |  |  |  |  |  |  |  |  |  |  |  |  |  |  |  |
|  |                             |  |  |  |  |  |  |  |  |  |  |  |  |  |  |  |
|  | Emma de Mortain             |  |  |  |  |  |  |  |  |  |  |  |  |  |  |  |
|  |                             |  |  |  |  |  |  |  |  |  |  |  |  |  |  |  |
|  |                             |  |  |  |  |  |  |  |  |  |  |  |  |  |  |  |
|  | Elionor d'Aquitània         |  |  |  |  |  |  |  |  |  |  |  |  |  |  |  |
|  |                             |  |  |  |  |  |  |  |  |  |  |  |  |  |  |  |
|  |                             |  |  |  |  |  |  |  |  |  |  |  |  |  |  |  |
|  | Bossó II de Châtellerault   |  |  |  |  |  |  |  |  |  |  |  |  |  |  |  |
|  |                             |  |  |  |  |  |  |  |  |  |  |  |  |  |  |  |
|  |                             |  |  |  |  |  |  |  |  |  |  |  |  |  |  |  |
|  | Eimeric I de Châtellerault  |  |  |  |  |  |  |  |  |  |  |  |  |  |  |  |
|  |                             |  |  |  |  |  |  |  |  |  |  |  |  |  |  |  |
|  |                             |  |  |  |  |  |  |  |  |  |  |  |  |  |  |  |
|  | Elionor de Thouars          |  |  |  |  |  |  |  |  |  |  |  |  |  |  |  |
|  |                             |  |  |  |  |  |  |  |  |  |  |  |  |  |  |  |
|  |                             |  |  |  |  |  |  |  |  |  |  |  |  |  |  |  |
|  | Leonor de Châtellerault     |  |  |  |  |  |  |  |  |  |  |  |  |  |  |  |
|  |                             |  |  |  |  |  |  |  |  |  |  |  |  |  |  |  |
|  |                             |  |  |  |  |  |  |  |  |  |  |  |  |  |  |  |
|  | Bartomeu de L'Île-Bouchard  |  |  |  |  |  |  |  |  |  |  |  |  |  |  |  |
|  |                             |  |  |  |  |  |  |  |  |  |  |  |  |  |  |  |
|  |                             |  |  |  |  |  |  |  |  |  |  |  |  |  |  |  |
|  | Dangerosa de L'Île-Bouchard |  |  |  |  |  |  |  |  |  |  |  |  |  |  |  |
|  |                             |  |  |  |  |  |  |  |  |  |  |  |  |  |  |  |
|  |                             |  |  |  |  |  |  |  |  |  |  |  |  |  |  |  |
|  | Gerberga de Blaison         |  |  |  |  |  |  |  |  |  |  |  |  |  |  |  |
|  |                             |  |  |  |  |  |  |  |  |  |  |  |  |  |  |  |
|  |                             |  |  |  |  |  |  |  |  |  |  |  |  |  |  |  |

### Matrimonis i descendència
El 29 d'agost del 1189 Joan esposà Isabel de Gloucester, filla i hereva del segon comte de Gloucester Guillem Fitz Robert. No tingueren mai fills i, poc després de pujar al tron, Joan va aconseguir que el papa Innocenci III anul·lés el matrimoni per consanguinitat.
Joan es va tornar a casar el 24 d'agost del 1200, a Bordeus, amb Isabel d'Angulema, filla del comte d'Angulema. Isabel havia estat segrestada de les mans del seu promès, Hug X de Lusignan, i era vint anys més jove que ell. Tingueren cinc fills:
- Enric (1207-1272), que el succeiria al tron.
- Ricard de Cornualla (1209-1272), que esdevindria el 1r comte de Cornualla.
- Joana d'Anglaterra (1210-1238), que el 1221 es casaria amb Alexandre II d'Escòcia.
- Isabel d'Anglaterra (1214-1421), que el 1235 es casaria amb l'emperador Frederic II del Sacre Imperi Romanogermànic.
- Elionor d'Anglaterra (1215-1275), que el 1224 es casaria amb Guillem de Pembroke, i en segones núpcies, el 1239, amb Simó V de Montfort.

La conducta sexual de Joan va escandalitzar els seus contemporanis. Abans de casar-se amb Isabel d'Angulema va tenir diverses amants. Tot i que el fet de tenir amistançades estava considerat llavors normal, no ho era que aquestes fossin dones casades.
L'altre fet que va causar una mala opinió sobre ell va ser que quan es va casar, Isabel d'Angulema només tenia nou anys, massa jove fins i tot per als costums del seu temps.